# Rhipidolestes truncatidens
Rhipidolestes truncatidens – gatunek ważki z rodziny Rhipidolestidae.